# Барбадос (аеропорт)
Міжнародний аеропорт імені Грентлі Аламса (IATA: BGI, ICAO: TBPB) — це єдиний цивільний міжнародний аеропорт на Барбадосі, поблизу столиці Бриджтаун.

## Аварії та катастрофи
- 6 жовтня 1976 року невдовзі після зльоту з аеропорту Бриджтаун внаслідок вибуху бомби на борту розбився Douglas DC-8. Загинули 73 особи.